# Kertész Imre (író)
Kertész Imre, külföldön használt formában Imre Kertész (Budapest, 1929. november 9. – Budapest, 2016. március 31.) Nobel- és Kossuth-díjas magyar író, műfordító. Önéletrajzi ihletésű, a holokausztról és az önkényuralomról szóló műveiért 2002-ben irodalmi Nobel-díjjal tüntették ki. A Digitális Irodalmi Akadémia alapító tagja. A Magyar Szent István-rend kitüntetettje.

## Élete
Kertész László zsidó kereskedő és Jakab Aranka fiaként született. Gyermekkorát a budapesti Tömő utca 56. számú házban, a Füvészkert közelében töltötte, ahol ma tábla őrzi az emlékét.
14 éves korában (1944) megjárta Auschwitzot, majd Buchenwaldot, ahonnan a lágerek felszabadítása után, 1945-ben tért haza. 1948-ban érettségizett Budapesten a Madách Imre Gimnáziumban. Felsőfokú iskolai végzettséget nem szerzett. 1948–1950 között a Világosság, majd az Esti Budapest munkatársa, 1951-ben gyári munkás, majd 1953-ig a Kohó- és Gépipari Minisztérium sajtóosztályának munkatársa, azután szabadfoglalkozású író és műfordító volt.
Az 1955 és 1960 között létrejött írásaiban született meg az 1960-tól 1973-ig írt első regénye, a Sorstalanság gondolati alapanyaga. A kéziratot a Kádár-korszak beli esztétika nevében a Magvető kiadó visszautasította, ennek a történetéről A kudarc című regényében ír. A Sorstalanság végül 1975-ben jelent meg először a budapesti Szépirodalmi Könyvkiadónál. Két kisregény, A nyomkereső és a Detektívtörténet után, 1988-ban jelent meg második regénye, a már említett A kudarc, rá két évre pedig a Kaddis a meg nem született gyermekért. Újabb 13 év munkája lett a negyedik regény, a Felszámolás – és ezzel az eddig kertészi életmű egyik része egy tetralógiává alakult, amelynek alapvető kérdése az élet és az emlékezés feszült viszonya. Az életmű másik ága a naplókat, esszéket tartalmazza: a Gályanapló (1992) a Sorstalanság műhelynaplója, esztétikai, filozófiai és misztikus följegyzések – ennek felel meg a Felszámolás párjaként felfogható Mentés másként (2011).
Kertész Imre esszéinek fő problematikája – az eddigi értelmezések tükrében – a totalitarizmus emberének szabadsága. Auschwitz, sőt a történelem lezárhatatlansága, jelesül: „az »Auschwitzon túli« tapasztalat horizontját nem engedi érvényesülni” (Szirák Péter) – a probléma centrális jellegére utal, hogy A száműzött nyelv (2001) című kötetben a Holocaust szót már nagy kezdőbetűvel írja. Ugyanígy fontos az írásaiban megjelenő emberek által képviselt gondolkodásmódok, különböző nyelvi világok kibékíthetetlensége.
Sorstalanság című regényéből maga írt forgatókönyvet, s Koltai Lajos rendezett népszerű filmet, amelyet azonban a kritika vegyesen fogadott.
Műveit számos nyelvre lefordították. Németül összegyűjtött műveit a Rowohlt kiadó gondozza, angolul a Random House, franciául pedig az Actes Sud adja ki.
1998 óta a darmstadti Deutsche Akademie für Sprache und Dichtung, 2001-től a német Pour le Mérite rendjel tulajdonosa. 2000 májusában Herder-díjjal, novemberben a Die Welt irodalmi díjával tüntették ki. 2002. október 10-én a Svéd Királyi Akadémia irodalmi Nobel-díját vehette át. 2002-ben Budapest díszpolgárává avatták. 2005. március 10-én a Sorbonne díszdoktori címét vehette át. 2007-ben a Magyar Kultúra Nagykövete. 2009-től a Széchenyi Irodalmi és Művészeti Akadémia tagja volt.
2009-ben nyilatkozott egy párizsi lapnak, és elmondta, hogy Parkinson-kórt diagnosztizáltak nála, emiatt képtelen lesz írni. Még egy utolsó könyvre szánja magát, amely a halál elfogadásáról szól. Ugyanebben az évben, november 5-én a Die Welt című lapnak adott interjújában így fogalmazott: „Ich bin ein Produkt der europäischen Kultur, ein Décadent, wenn Sie so wollen, ein Entwurzelter, stempeln Sie mich nicht zum Ungarn”, amit az MTI első fordítása alapján több magyarországi újság és hírportál a következő magyar szöveggel közölt: „Az európai kultúra terméke vagyok, egy dekadens, ha akarja, egy gyökértelen. Ne minősítsen engem magyarnak”. Kertész négy nap múlva a Duna Televízióban kijelentette, hogy félremagyarázták szavait, hiszen az idézet második része pontosan: „Ne címkézzen engem Magyarországhoz.” (A német eredetiben Ungarn, azaz Magyarország szerepel, a „stempeln zu” pedig címkéz, minősít értelmű kifejezés). Az eredeti német interjúban az újságíróhoz szólva Kertész Imre hozzátette: „Elég az, hogy a honfitársai engem zsidóvá tettek. Faji vagy nemzeti hovatartozás rám nem érvényes”.
2014-ben megkapta a legmagasabb magyar állami kitüntetést, a Szent István-rendet. Ezzel kapcsolatban Havasi Bertalan, a miniszterelnöki sajtóiroda vezetője elmondta: „az elismerést olyan személyiségek kaphatják, akiknek nemzetközi elismertsége vitathatatlan, és szerte a világban öregbítik Magyarország hírnevét.”
2016. március 31-én budapesti otthonában halt meg, felesége, Kertész Magda 2016. szeptember 9-én hunyt el.
Temetésére 2016. április 22-én került sor a Fiumei úti sírkertben, ahol Esterházy Péter és Spiró György mondott búcsúbeszédet. Kertész és felesége síremlékét, amelyet Kertész Magda elképzelései alapján Czakó Rita és Takács Máté szobrászművészek készítettek, születésének 90. évfordulójára avatták fel, 2019. november 8-án. Az avató ünnepségen Hegedűs D. Géza és Kelemen Barnabás működtek közre. A síremléken A szeretet megvált. felirat olvasható Kertész egyik feljegyzéséből.

## Író és fordító
Első regénye, a Sorstalanság, amit 13 évig írt, többévi várakozás és visszautasítások után jelenhetett csak meg, 1975-ben. Sikert előbb külföldön aratott a mű, itthon csak a rendszerváltás után, de főként az irodalmi Nobel-díj átvételekor. A regény főhőse egy kamasz fiú, akit a náci haláltábor szörnyű tapasztalatai érleltek felnőtté, és aki ezért képtelen visszatérni korábbi életéhez. A regény tárgyszerű, már-már dokumentarista stílusa a holokauszt újszerű irodalmi megközelítését tette lehetővé.
A Kaddis a meg nem született gyermekért (1990) folytatás is, válasz is az első regényre. Későbbi műveiben a kelet-európai történelem és társadalom csapdáiba szorított, kiszolgáltatott, tragikus sorsra ítélt egyén sorselemzését adja.
Műveit több nyelvre lefordították. Ő maga németből fordított – többek között Sigmund Freud, Hugo von Hofmannsthal, Friedrich Nietzsche, Friedrich Dürrenmatt, Arthur Schnitzler, Tankred Dorst és Ludwig Wittgenstein műveit ültette át magyar nyelvre.

## Kertész Imre ars poeticájából
„A legnagyobb problémát persze az első regényem okozta, a Sorstalanság, ahol azzal kellett szembesülnöm, hogy sokan megírták már, amelyek között nagyon sok rossz változat volt, és egy-két jó. De a lényeg az volt, hogy nem szabad azonosulni. Jól kellett ismerni a nyelv határait. Nagyon világosan kellett tudni azt, hogy az, aki itten beszél, nem egy valódi hús-vér, hanem egy regényfigura, akinek nyelve van. Tehát csak nyelv és semmi más. És ez az a törvény, amely fegyelemben tart, és amelyet átlépve idegen szövegek keletkeznek. Ez jó és világos kontroll, csak nehéz. Úgyhogy a Sorstalanság megírása közben néha évek teltek el két fejezet között. Nem tudtam beilleszkedni abba a stílusba. Mondom, az elsődleges az, hogy aki beszél, az irodalmi figura, az csak egy nyelv, nem hús-vér valóság. És ahogy hús-vér valósággá próbáljuk tenni, elfuserálódik az egész.”
„Nyolcvankét éves vagyok. Beteg. Az én reakcióm az, hogy Berlinbe költöztem. Cselekedni? Csak az íráson keresztül tudok. És amikor megteszem, akkor semmilyen hatása nincsen, vagy pedig elítélnek miatta.”

## Művei
- Sorstalanság (1975) Szépirodalmi, Bp.
- A nyomkereső. Két regény / A nyomkereső / Detektívtörténet (1977) Szépirodalmi, Bp.
- A kudarc (1988) Magvető, Budapest
- Kaddis a meg nem született gyermekért (1990) Magvető, Budapest
- Az angol lobogó (1991) elbeszélés, Magvető, Budapest
- Gályanapló (1992) Magvető, Budapest
- Jegyzőkönyv (1993) Magvető, Budapest
- A holocaust mint kultúra. Három előadás (1993) Századvég, Budapest
- Valaki más. A változás krónikája (1997) Magvető, Budapest
- A gondolatnyi csend, amíg a kivégzőosztag újratölt. Monológok és dialógok (1998) Magvető, Budapest
- Sorstalanság (filmforgatókönyv) (2001) Magvető, Budapest
- A száműzött nyelv (2001) Magvető, Budapest
- A stockholmi beszéd. Elhangzott 2002. december 7-én, a Svéd Akadémia ünnepi ülésén (2002) Magvető, Budapest
- Felszámolás (2003) Magvető, Budapest
- Esterházy Péter–Kertész Imre–Nádas Péter: Kalauz; tan. Bojtár Endre; Magvető, Budapest, 2003
- Marx József: Sorstalanság – filmkönyv. Koltai Lajos filmje a Nobel-díjas Kertész Imre regénye alapján; Vince, Budapest, 2005
- K. dosszié (2006) Magvető, Budapest
- Világpolgár és zarándok (Káin és Ábel) (2007) Magvető, Budapest
- Európa nyomasztó öröksége (2008) Magvető, Budapest
- A megfogalmazás kalandja (Vigilia esszék) (2009), Vigilia, Budapest
- A boldogtalan 20. század. Részlet (2009) (Füredi fordítói füzetek), Magyar Fordítóház, Balatonfüred
- Haldimann-levelek (levelezése Eva Haldimann-nal; 2010) Magvető, Budapest
- Mentés másként. Feljegyzések, 2001–2003 (2011) Magvető, Budapest
- A végső kocsma (2014) Magvető, Budapest
- A néző (Feljegyzések 1991–2001) (2016) Magvető, Budapest
- Világvég-történetek (2020) KKETTK Közalapítvány, Budapest
- Vázlatok. Feljegyzések, tématervek 1958–1963; szerk. Soltész Márton; KKETTK Alapítvány, Budapest, 2023
- Lét és írás. Feljegyzések, 1959–1973; szerk., sajtó alá rend., jegyz., utószó Soltész Márton; Közép- és Kelet-Európai Történelem és Társadalom Kutatásáért Alapítvány–Kertész Imre Intézet, Budapest, 2024

### Művei alapján készült filmek
- 1984 – Csacsifogat, rendező: Petrik József
- 2005 – Sorstalanság, rendező: Koltai Lajos
- 2006 – Emelet, rendező: Vecsernyés János

## Irodalmi Nobel-díj
2002. december 10-én irodalmi Nobel-díjjal tüntették ki. Stockholmban kapta meg első magyarként, „írói munkásságáért, amely az egyén sérülékeny tapasztalatának szószólója a történelem barbár önkényével szemben”. 
Az anyanyelvem egy kis szigetnyelv, így a munkáim német nyelven terjedtek el – a Nobel-díj a magyar irodalom számára is kitüntetés. Számomra nagyon érdekes, hogy a díjat a holokausztról szóló, valamint diktatúra-ellenes műveimért kapom. Ez valami nevelő célzatot is jelenthet a kelet-európai országok számára.

## Díjai, elismerései
- Füst Milán-díj (1983)
- Forintos-díj (1986)
- Artisjus Irodalmi díj (1988)
- Aszu-díj (1989)
- József Attila-díj (1989)
- Déry Tibor-díj (1989)
- Örley-díj (1990)
- Az Év Könyve jutalom (1990)
- Soros-életműdíj (1992)
- Brandenburgi Irodalmi Díj (1995)
- Márai Sándor-díj (1996)
- Kossuth-díj (1997)

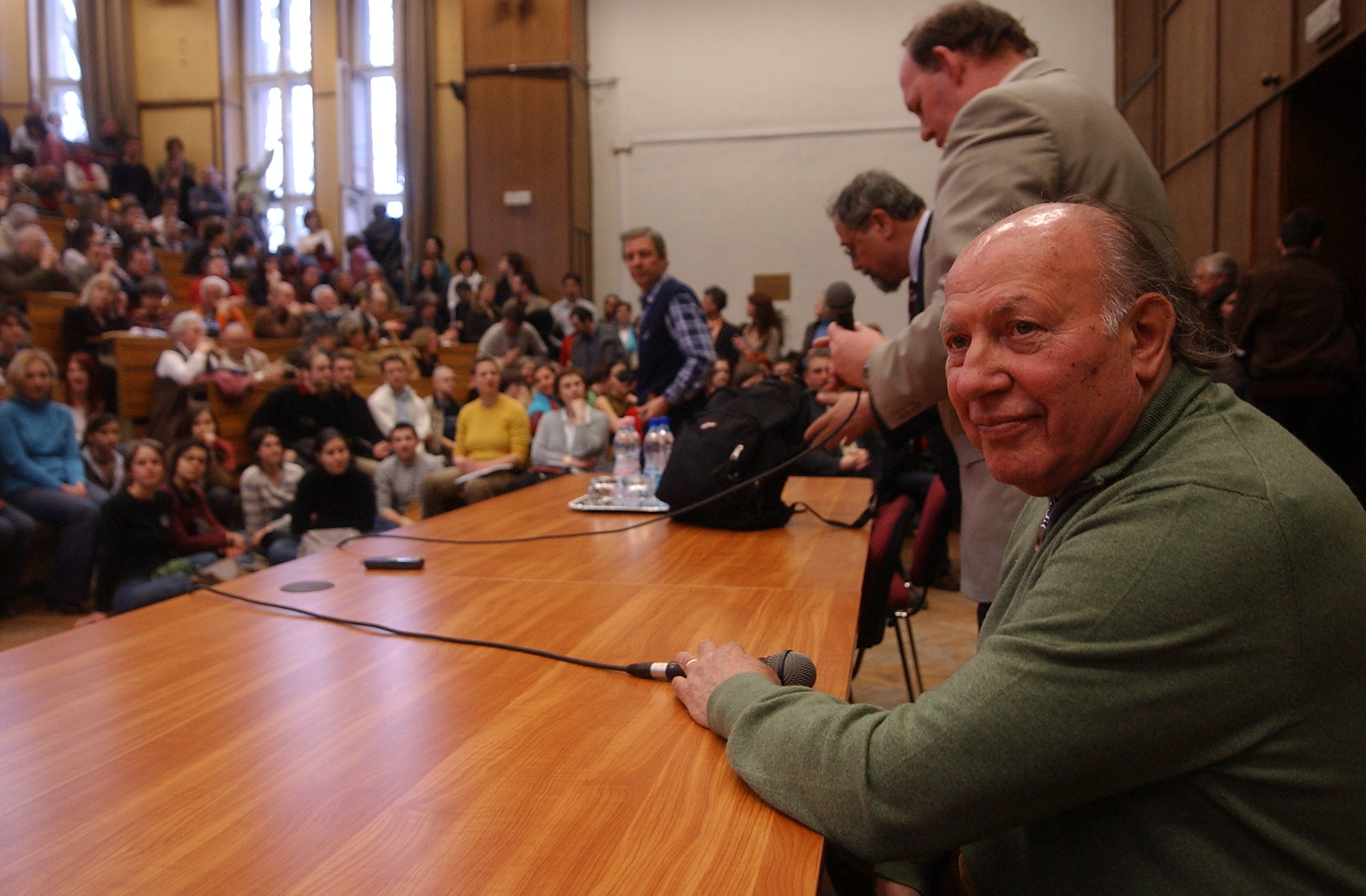
A Szegedi Tudományegyetemen (2007)

- A lipcsei könyvvásár nagydíja, elsősorban a Sorstalanságért (1997)
- Friedrich Gundolf-díj a német kultúra külföldi terjesztéséért (1997)
- Herder-díj (2000)
- A Die Welt irodalmi díja (2000)
- Pour le Mérite rendjel; művészeknek adható legmagasabb németországi elismerés (2001)
- Irodalmi Nobel-díj (2002)
- Hans Sahl-díj (2002)
- YIVO életműdíj (2002)
- Budapest díszpolgára (2002)
- A Magyar Köztársasági Érdemrend nagykeresztje (2003)
- Corine-díj (2004)
- Goethe-érem (2004)
- Jean Améry-díj (2009)
- Párizs városának nagy aranyozott ezüst érme [16] (2011)
- Magyar Szent István-rend (2014)
- Francia Köztársaság Művészeti és Irodalmi Rendjének parancsnoki fokozata (2015)
- A marosvásárhelyi Petru Maior Egyetem díszdoktora (2015)[17]

## Emlékezete

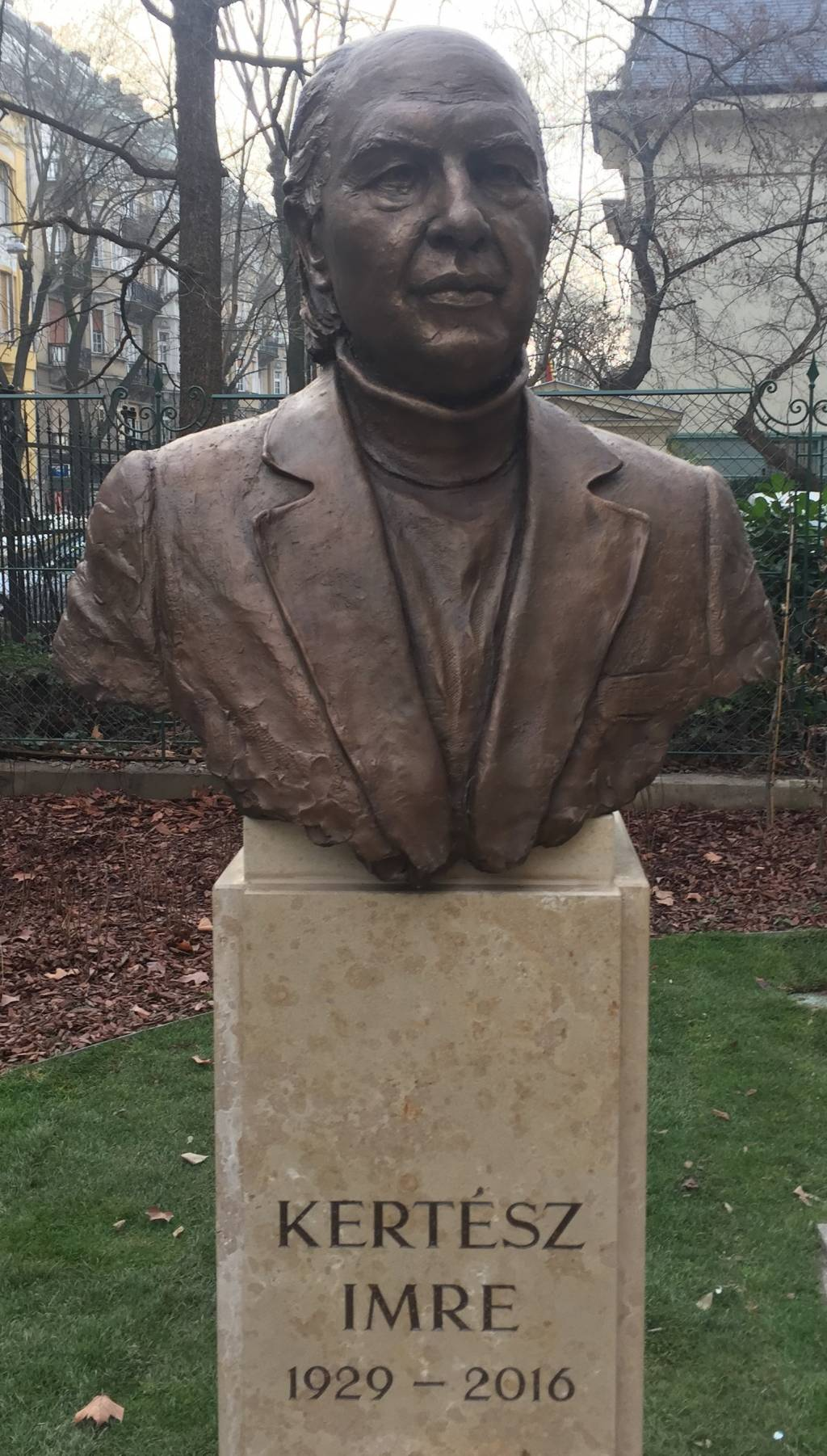
Mellszobra a Benczúr utcában, Juha Richárd alkotása

Az író 2001-ben kéziratainak egy részét a berlini Művészeti Akadémia rendelkezésére bocsátotta, melynek 2003-tól tagja is lett. 2012-ben további 35 000 oldal kézirat, napló és levelezés egészítette ki a 2001-ben átadott anyagot.
2017 óta az író hagyatékának egy részét a Kertész Imre Intézet gondozza, 2020-tól a budapesti, a Benczúr utca 46. szám alatti szecessziós villában.

## Bibliográfia
- szerk.: Scheibner Tamás, Szűcs Zoltán Gábor: Az értelmezés szükségessége - Tanulmányok Kertész Imréről. Budapest: L'Harmattan Könyvkiadó és Terjesztő. 9639457310 [2002]. Hozzáférés ideje: 2012. március 8.
- szerk.: Kőbányai János: Az ember mélye - Írások Kertész Imréről a Múlt és Jövőben. Budapest: Múlt és Jövő Kiadó. 9639171891, 9639171905 [2003]. Hozzáférés ideje: 2012. március 8.
- Vári, György. Kertész Imre. Buchenwald fölött az ég. Budapest: Kijárat Kiadó. 9639529036 [2003]. Hozzáférés ideje: 2012. március 8.
- Szirák, Péter. Kertész Imre. Pozsony: Kalligram Könyv és Lapkiadó. 8071495220 [2003]. Hozzáférés ideje: 2012. március 8.
- Földényi F., László. Az irodalom gyanúba keveredett - Kertész Imre szótár. Budapest: Magvető Kiadó. 9789631425659 [2007]. Hozzáférés ideje: 2012. március 8.
- Hafner, Zoltán. Kertész Imre Bibliográfia. Budapest: Magvető Kiadó [2010]. Hozzáférés ideje: 2012. március 8.
- Székely András: Kertész Imre. Válogatott bibliográfia, 1975-1998; szerzői, Bp., 1999
- Vári György: Kertész Imre. Buchenwald fölött az ég; Kijárat, Bp., 2003 (Kritikai zsebkönyvtár)
- Szirák Péter: Kertész Imre; Kalligram, Pozsony, 2003 (Tegnap és ma)
- Vincze Attila Tamás: A Sorstalanság doktora. Kertész Imre Nobel-díjas regényének valós szereplője; Pallas, Gyöngyös, 2004
- Marx József: Sorstalanság – filmkönyv. Koltai Lajos filmje a Nobel-díjas Kertész Imre regénye alapján; Vince, Bp., 2005
- Molnár Sára: Ugyanegy téma variációi. Irónia és megszólítás Kertész Imre prózájában; Koinónia, Kolozsvár, 2005
- Újvári Katalin: Kézfogás az irodalomban. Kertész Imre Jegyzőkönyv és Esterházy Péter Élet és irodalom című művének szövegtani-stilisztikai összehasonlítása; Bibó István Gimnázium, Kiskunhalas, 2006 (Fejjel)
- Földényi F. László: "Az irodalom gyanúba keveredett". Kertész Imre-szótár; Magvető, Bp., 2007
- Erdődy Edit: Kertész Imre; Balassi, Bp., 2008
- Heller Ágnes: Kertész Imre. Négy töredék; Múlt és Jövő, Bp., 2009
- Czeizel Endre–Bárdossy Péter: Kertész Imre és a sors. Mit adtak a magyar zsidó-géniuszok kultúránknak?; Galenus, Bp., 2014
- Nagy Edit: A világba vetett bizalom és az idiotikus honvágy – Párhuzamok Ottlik Géza és Kertész Imre regényvilágában; in: „… száz év múlva is emlékezett dolgokra …” szerk.: Finta Gábor és Fűzfa Balázs, Savaria University Press, Szombathely, 2015, 129-141
- Salánki Ágnes: Nobel-díjasok műveinek „újraalkotása”. Kertész Imre és Herta Müller művei fordításainak egybevetése; Eötvös, Bp., 2015
- Lengyel Zoltán: A sors kritikájáról. Vizsgálódások Walter Benjamin sorsfogalma mentén; Tiszatáj Alapítvány, Szeged, 2016 (Tiszatáj könyvek)
- Kőbányai János: Kertésznapló / Saul fia-napló; Múlt és Jövő, Bp., 2016
- Clara Royer: Kertész Imre élete és halálai. Életrajzi esszé; ford. Marczisovszky Anna; Magvető, Bp., 2019
- Nagy Edit: Élet az amorális időben, írás a néző/idegen idejében – Párhuzamok Ottlik Géza és Kertész Imre (regény)világában; in: A mindenség ernyőjére kivetítve, szerk. Osztroluczky Sarolta, Kortárs Kiadó, Bp., 2021, 265-278
- Identitás, nyelv, trauma. Tanulmányok Kertész Imréről; szerk. György Péter; Magvető, Bp., 2021